# Krzysztof Soszynski
Krzysztof Soszynski, né le 2 août 1977 à Stalowa Wola en Pologne, est un combattant professionnel canado-polonais d'arts martiaux mixtes (MMA). Il est actuellement en concurrence dans la division Light-Heavyweight de l'Ultimate Fighting Championship.

## Palmarès en MMA
| Résultat | Record  | Adversaire        | Méthode                       | Événement                          | Date              | Round | Temps | Lieu                                    | Notes                                           |
| -------- | ------- | ----------------- | ----------------------------- | ---------------------------------- | ----------------- | ----- | ----- | --------------------------------------- | ----------------------------------------------- |
| Victoire | 23-10-1 | Mike Massenzio    | Décision Unanime              | UFC 131: Dos Santos vs. Carwin     | 11 juin 2011      | 3     | 5:00  | Vancouver, Canada                       |                                                 |
| Victoire | 22-10-1 | Goran Reljic      | Décision Unanime              | UFC 122: Marquardt vs. Okami       | 13 novembre 2010  | 3     | 5:00  | Oberhausen, Allemagne                   |                                                 |
| Défaite  | 21-10-1 | Stephan Bonnar    | TKO (Genou et poings)         | UFC 116: Lesnar vs. Carwin         | 3 juillet 2010    | 2     | 3:08  | Las Vegas, Nevada, États-Unis           | Fight of the Night                              |
| Victoire | 21-9-1  | Stephan Bonnar    | TKO (Coupure)                 | UFC 110: Nogueira vs. Velasquez    | 21 février 2010   | 3     | 1:04  | Sydney, Australie                       | La coupure est due à un coup de tête accidentel |
| Défaite  | 20-9-1  | Brandon Vera      | Décision Unanime              | UFC 102: Couture vs. Nogueira      | 29 août 2009      | 3     | 5:00  | Portland, Oregon, États-Unis            |                                                 |
| Victoire | 20-8-1  | Andre Gusmao      | KO (Poings)                   | UFC 98: Evans vs. Machida          | 23 mai 2009       | 1     | 3:17  | Las Vegas, Nevada, États-Unis           |                                                 |
| Victoire | 19-8-1  | Brian Stann       | Soumission (Kimura)           | UFC 97: Redemption                 | 18 avril 2009     | 1     | 3:53  | Montréal, Québec, Canada                | Submission of the Night                         |
| Victoire | 18-8-1  | Shane Primm       | Soumission (Kimura)           | The Ultimate Finale 8              | 13 décembre 2008  | 2     | 3:27  | Las Vegas, Nevada, États-Unis           | Submission of the Night                         |
| Victoire | 17-8-1  | Marcus Hicks      | Soumission (Kimura)           | UCW 11: Hell in the Cage           | 11 avril 2008     | 1     | N/A   | Winnipeg, Manitoba, Canada              |                                                 |
| Victoire | 16-8-1  | Alex Andrade      | DQ (Coup de pied coquille)    | Ring of Combat 18                  | 7 mars 2008       | 2     | 4:46  | New Jersey, États-Unis                  |                                                 |
| Victoire | 15-8-1  | Robert Villegas   | DQ (Refus de combat)          | HDNet Fights: Reckless Abandon     | 15 décembre 2007  | 2     | 3:15  | Texas, États-Unis                       |                                                 |
| Défaite  | 14-8-1  | Ben Rothwell      | TKO (Poings)                  | IFL: 2007 Semifinals               | 2 août 2007       | 1     | 0:13  | New Jersey, États-Unis                  |                                                 |
| Défaite  | 14-7-1  | Reese Andy        | Décision Partagée             | IFL: Everett                       | 1er juin 2007     | 3     | 4:00  | Everett (Washington), États-Unis        |                                                 |
| Victoire | 14-6-1  | Dan Christison    | Décision Unanime              | IFL: Los Angeles                   | 17 mars 2007      | 3     | 4:00  | Californie, États-Unis                  |                                                 |
| Défaite  | 13-6-1  | Mike Whitehead    | Décision Unanime              | IFL: Championship Final            | 29 décembre 2006  | 3     | 4:00  | Connecticut, États-Unis                 |                                                 |
| Victoire | 13-5-1  | Devin Cole        | Soumission (Armbar)           | IFL: World Championship Semifinals | 2 novembre 2006   | 2     | 1:14  | Oregon, États-Unis                      |                                                 |
| Victoire | 12-5-1  | Icho Larenas      | TKO (Arrêt du docteur)        | TKO 27: Reincarnation              | 29 septembre 2006 | 3     | 0:00  | Montréal, Québec, Canada                |                                                 |
| Victoire | 11-5-1  | Tom Howard        | TKO (Strikes)                 | IFL: Portland                      | 9 septembre 2006  | 1     | 3:47  | Portland, Oregon, États-Unis            |                                                 |
| Victoire | 10-5-1  | Yan Pellerin      | Soumission (Kimura)           | TKO 26: Heatwave                   | 30 juin 2006      | 1     | 1:30  | Québec, Canada                          |                                                 |
| Défaite  | 9-5-1   | Ben Rothwell      | TKO (Strikes)                 | IFL: Legends Championship 2006     | 29 avril 2006     | 1     | 3:59  | New Jersey, États-Unis                  |                                                 |
| Egalité  | 9-4-1   | Mike Kyle         | Égalité Technique             | Strikeforce: Shamrock vs. Gracie   | 10 mars 2006      | 1     | 2:02  | Californie, États-Unis                  |                                                 |
| Défaite  | 9-4     | Brian Schall      | TKO (Strikes)                 | TKO 24: Eruption                   | 28 janvier 2006   | 3     | 3:00  | Québec, Canada                          |                                                 |
| Défaite  | 9-3     | Martin Desilets   | TKO                           | TKO 23: Extreme                    | 5 novembre 2005   | 2     | 1:30  | Québec, Canada                          |                                                 |
| Défaite  | 9-2     | Matt Horwich      | Soumission (Rear Naked Choke) | Freedom Fight: Canada vs. USA      | 9 juillet 2005    | 2     | 0:52  | Québec, Canada                          |                                                 |
| Victoire | 9-1     | Ron Fields        | Soumission (Armbar)           | UCW 2: Caged Inferno               | 18 juin 2005      | 1     | 2:25  | Winnipeg, Manitoba, Canada              |                                                 |
| Victoire | 8-1     | Troy Hadley       | TKO                           | NFA: Super Brawl                   | 29 janvier 2005   | 1     |       | Dakota du Nord, États-Unis              |                                                 |
| Victoire | 7-1     | Chris Thiel       | KO (Punches)                  | Ultimate Cage Wars 1               | 29 octobre 2004   | N/A   | N/A   | Winnipeg, Manitoba, Canada              |                                                 |
| Victoire | 6-1     | Lee Mein          | Soumission (Strikes)          | WFF 7: Professional Shooto         | 23 juillet 2004   | 2     | 2:06  | Vancouver, Colombie-Britannique, Canada |                                                 |
| Défaite  | 5-1     | Chris Tuchscherer | Décision                      | NFA: Moorhead                      | 12 juin 2004      | N/A   |       | Minnesota, États-Unis                   |                                                 |
| Victoire | 5-0     | Jack Burton       | Soumission (Rear Naked Choke) | ICC: Trials 2                      | 30 avril 2004     | N/A   |       | Minnesota, États-Unis                   |                                                 |
| Victoire | 4-0     | Dennis Stull      | TKO                           | ICC: Trials 2                      | 30 avril 2004     | N/A   |       | Minnesota, États-Unis                   |                                                 |
| Victoire | 3-0     | Kyle Olsen        | Soumission                    | NFA: Best Damn Fights              | 20 mars 2004      | N/A   |       | Dakota du Nord, États-Unis              |                                                 |
| Victoire | 2-0     | Ben Konecnec      | TKO                           | IFA: Ultimate Trials               | 27 février 2004   | 1     | 0:26  | Iowa, États-Unis                        |                                                 |
| Victoire | 1-0     | Matt Lafromboise  | Soumission (Strikes)          | Absolute Ada Fights 4              | 13 septembre 2003 | 1     | 3:23  | Minnesota, États-Unis                   |                                                 |